# Meitnerita
La meitnerita és un mineral de la classe dels sulfats. Rep el nom en honor de Lise Meitner (Viena, 7 de novembre de 1878 - Cambridge, 27 d'octubre de 1968), una física austríaca-sueca que treballava en els camps de la radioactivitat i la física nuclear. Otto Hahn i Meitner van liderar el petit grup de científics que van descobrir per primera vegada la fissió nuclear de l'urani. La seva exclusió del Premi Nobel de Química de fissió nuclear del 1944 (que va ser concedit exclusivament al seu llarg col·laborador Otto Hahn) es considera injusta avui en dia.

## Característiques
La meitnerita és un sulfat de fórmula química (NH₄)(UO₂)(SO₄)(OH)·2H₂O. Va ser aprovada com a espècie vàlida per l'Associació Mineralògica Internacional l'any 2017, sent publicada per primera vegada el 2018. Cristal·litza en el sistema triclínic. La seva duresa a l'escala de Mohs és 2.
L'exemplar que va servir per a determinar l'espècie, el que es coneix com a material tipus, es troba conservat a les col·leccions mineralògiques del Museu d'Història Natural del Comtat de Los Angeles, a Los Angeles (Califòrnia) amb el número de catàleg: 66623.

## Formació i jaciments
Va ser descoberta a la mina Green Lizard, dins el Red Canyon del comtat de San Juan (Utah, Estats Units). Es tracta de l'únic indret de tot el planeta on ha estat descrita aquesta espècie mineral.